# Monoblet
Monoblet é uma comuna francesa na região administrativa de Occitânia, no departamento de Gard. Estende-se por uma área de 21,33 km². Em 2010 a comuna tinha 754 habitantes (densidade: 35,3 hab./km²).